# Нижнегвинейский креольский язык
Нижнегвине́йский креольский язык (португало-креольский язык Гвинейского залива; англ. CGulf of Guinea Creole Portuguese; порт. Crioulos do Golfo da Guiné) — общее название группы идиомов, распространённых на островах Гвинейского залива у берегов Африки (Экваториальная Гвинея, Сан-Томе и Принсипи). Всего на нём говорят около 150 тыс. чел. (оценка, 2009).
Включает 4 креольских наречия, образовавшихся на основе португальского языка, которые часто рассматривают как отдельные языки:
- форру (сан-томийское наречие; Forro, Sãotomense) — основной язык населения о. Сан-Томе, 130 тыс.;
- анголар (нгола; Angolar, Ngola, N’góla) — распространено на юге о. Сан-Томе (9 тыс.) среди потомков рабов из Анголы;
- принсипийское наречие (Principense, Lunguyê) — о. Принсипи (ок. 4500 чел.);
- аннобонское наречие (фа-дамбу; Annobonese, Fá d’Ambô) — распространено на о. Аннобон (Экваториальная Гвинея, 2,5 тыс. чел.), является наиболее далёким от остальных наречий и скорее должно считаться отдельным языком.

Степень лексической близости на основе 179-словных списков (разработанных SIL) по данным [Graham, Graham 2004]:
```
--  При ФД Анг
СТ  77  62 70
При     62 67
ФД         53
```

Нижнегвинейский креольский язык испытал очень сильное влияние африканских языков на всех уровнях языковой системы. Так, для консонантизма характерно наличие имплозивных, преназализованных и лабиализованных согласных. В форру представлены латеральные спиранты, аффрикаты и одноударные /ɬ dɮ tɬ qɬ ɺ/, в аннобонском — межзубные спиранты /ð θ/.
Лексика помимо португальского восходит к языкам ква (побережье Бенина и Нигерии) и банту (особенно конго). В аннобонском сильное влияние испанского, в анголар — языка мбунду (Ангола).
В целом среди других креольских языков нижнегвинейский наиболее далёк от европейских языков.
Пример предложения:
- Turu nge ka-meθe kɔpwa vĩ-ši-ɛ
- ‘Все люди хотят покупать его вино’.
- Todo gente quere o seu vinho. (португальский)

В этой фразе из португальского происходят слова turu (порт. todo), kɔpwa (comprar) и vĩ (vinho).

## Письменность
Нижнегвинейский язык не имеет стандартной орфографической нормы, в быту письменность ориентируется на португальское написание.